# Fulmarus glacialoides

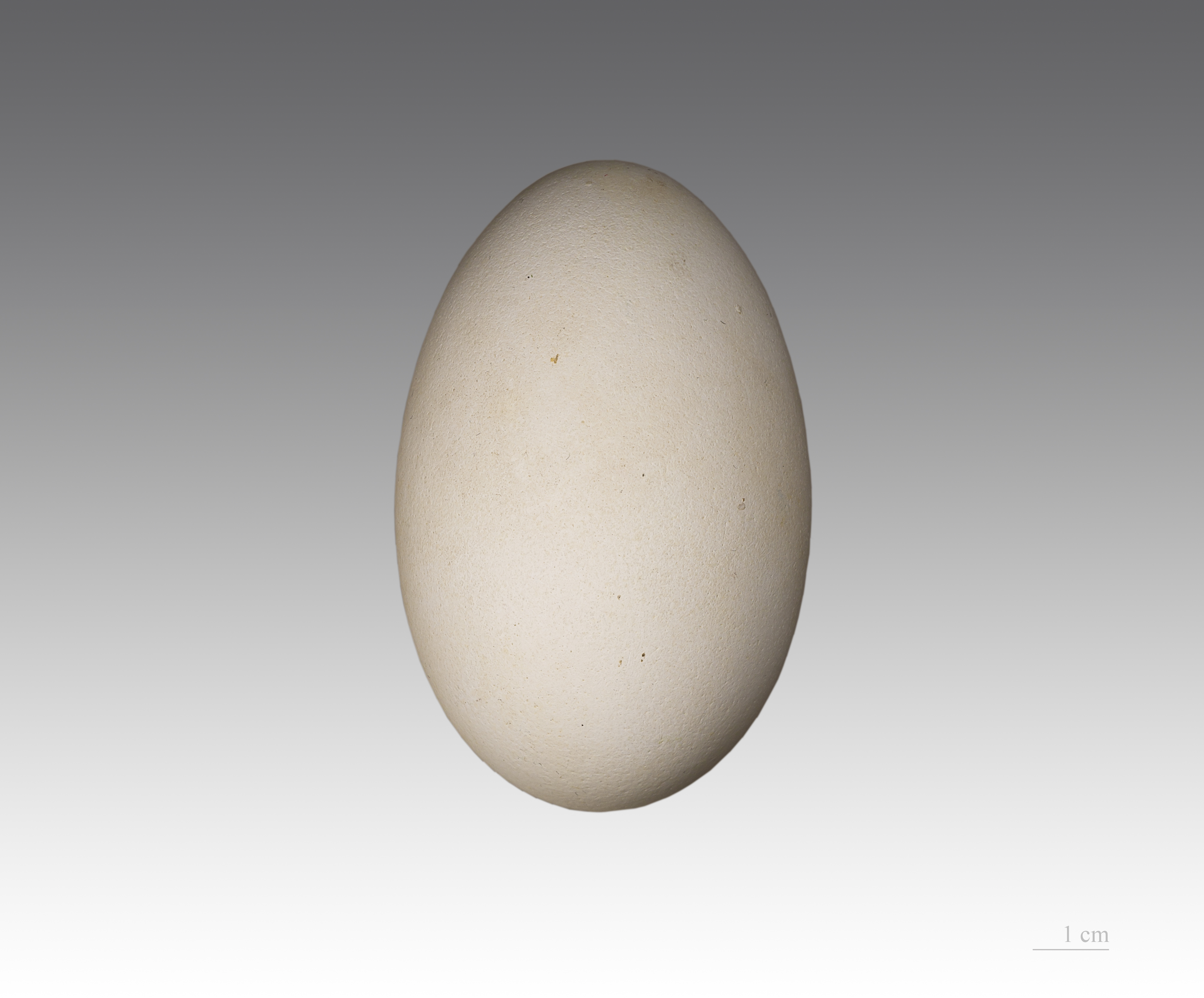
Huevo de Fulmarus glacialoides

El fulmar austral, petrel plateado o petrel austral (Fulmarus glacialoides) es una especie de ave procelariforme de la familia de los proceláridos (Procellariidae) endémica del hemisferio sur. Junto con el fulmar boreal (F. glacialis) pertenece al género de los fulmares (Fulmarus), de la familia de los petreles o patines (Procellariidae).

## Hábitat
Habita en el continente antártico, en las islas subantárticas, en la península antártica, en las islas Juan Fernández, Diego Álvarez, Georgias del Sur y Shetland del Sur.

## Descripción
Mide 45 cm de largo, con una cola de 12 cm y un pico de 5 cm.